# سایوز تی‌ام-۲۷
سایوز-تی‌ام-۲۷ (به روسی: Союз )(به معنای اتحاد) یکی از مأموریت‌های شاتل-میر و بیست و هفتمین مأموریت سرنشین دار سازمان ملی فضانوردی روسیه به سمت ایستگاه فضایی میر محسوب می‌شود. در طول این مأموریت ۲ فضاپیمای پشتیبانی پروگرس و ۱ مأموریت بازدید از خدمه تحت عنوان اس‌تی‌اس-۹۱ به ایستگاه متصل شدند.

## خدمه مأموریت
| شماره | نام             | ملیت     | تعداد پرواز | نقش عملیاتی | تصویر |
| ۱     | تالگات موسی‌بی‌اف | قزاقستان | ۲           | فرمانده     |       |
| ۲     | نیکولای بودارین | روسیه    | ۲           | مهندس پرواز |       |
| ۲     | لئوپولد آیهارتس | فرانسه   | ۱           | محقق فضایی  |       |